# سلبوغة الماساي
سلبوغة الماساي (الاسم العلمي:Solpuga massaica) هي نوع من العنكبوتيات يتبع جنس السلبوغة من الفصيلة السلبوغية.